# ノースリーブ
ノースリーブ（和製英語：no-sleeve）とは、袖が無い衣服の総称であり英語ではスリーブレス（英: sleeveless）と呼ばれる。女性用の礼服としてノースリーブのドレスが用いられることが多く、夕方以降に行われる洋式のパーティーなどで女性が着用するイブニングドレスやローブ・デコルテなどがノースリーブであり、ドレスとあわせ肘上まである長い手袋（オペラグローブ）を着用する。一方、昼のパーティーでは洋式といえども肩の露出は歓迎されない。時間による受け取られ方の違いは、ノースリーブの持つ性的アピールにある。なお、結婚式ではノースリーブのドレスは非礼にはならない。21世紀初頭には市場に出回っているウェディングドレスの約75％がノースリーブとストラップレスとなっている。また、男性については時間に関わり無くノースリーブは正装とは見なされない。

## 特徴
上半身を覆うシャツや下着に存在する型で、もともと袖のあるデザインのものから袖だけを取り去ったものが一般的にノースリーブと呼ばれる。袖は英語でSleeveなので、表記はスリーヴがより発音に近い。
気温の上がる夏に好まれ、カジュアルな装いとして人気がある。また、革のジャンパーなど生地の厚いものもノースリーブにして夏に着用する場合もある。ただし、夏用の衣類は丈を短くすることで涼しく着用できるようにデザインされているものがほとんどであり、ジャケットなどのアウターウェアの下に重ね着できるような秋・冬用の衣類は丈が長いことが多い。女性向けの衣類のデザインに用いられることが多く、男性向の衣類としてデザインされることはあまりない。
露出した肩のラインを上品に演出し、気品と清楚さをアピールできる特徴がある。
普通は袖が無いものだが、分割された状態の袖が付属しているものも存在する。その場合の着用者は肩を露出した状態となり、それを着用している女性もいる。なお、この場合の袖はオプション扱いである。
かつてはトップスがノースリーブの場合、ボトムスをジーンズなどでまとめるパンツスタイルで着こなすのが主流であった。また、上半身がノースリーブ服によって露出度が増したのに反比例して脚の露出度は減らす傾向があったが、最近の渋谷系ファッションでは上半身、下半身とも露出を大きくする装いも増えている。

## 状況
陸上競技をはじめとするスポーツ競技において着用されることが多い。スポーツ競技で多用される理由は、体温を逃がすことにある。また、腕を大きく動かす際に袖が邪魔にならないという利点もある。室内で行われる体操競技などにおいては前者の理由、冬に行われることの多いマラソンなどでの着用は主に後者の理由によるものであると思われる。一方、女子バレーボールやフィギュアスケートあるいは女性ピアニストやバイオリニストなどにおいては、後述する別の理由から着用していると考えられる。
スポーツ以外の日常的な服装としては、1953年（昭和28年）の夏に流行したが、東京都下の役所では、肌の露出が多いことを理由に着用が禁止される出来事があり論議を呼んだ。
日本では着用時期が7・8月に限定される真夏の服装であった。しかし、1990年代後半からは3月から11月までの春から秋の長期間に渡って着用されている。ただし、ファッション性を重視する若い女性は、通年で着用することも多い。一方、男性が同様の理由でノースリーブを着用することはまれである。また、着用した場合は好意的に受け止められることは少ない。この点は、ノースリーブが他の服とは大きく異なる点である。